# Corydoras geoffroy
Corydoras geoffroy är en fiskart som beskrevs av Lacepède, 1803. Corydoras geoffroy ingår i släktet Corydoras och familjen Callichthyidae. Inga underarter finns listade i Catalogue of Life.